# Шерел Флоранус
Шерел Флоранус (нід. Sherel Floranus, нар. 23 серпня 1998, Роттердам, Нідерланди) — нідерландський футболіст, центральний захисник клубу «Геренвен».

## Ігрова кар'єра

### Клубна
Шерел Флоранус народився у Роттердамі і є вихованцем місцевого клубу «Спарта». У січні 2015 року футболіст підписав з клубом трирічний контракт, а в серпні зіграв свій перший матч в основі. За результатами сезону Флоранус разом з командою виграв підвищення в класі. І в серпні 2016 року Флоранус дебютував у матчах Ередивізі.
По завершенню контракту зі «Спартою» Флоранус приєднався до клубу «Геренвен», з яким уклав угоду до літа 2021 року.

### Збірна
З 2014 року Шерел Флоранус виступав за юнацькі збірні Нідерландів. У 2015 році у складі збірної Нідерландів (U-17) він брав участь у першості Європи, що проходив на полях Болгарії.

## Особисте життя
Шерел Флоранус є двоюрідним братом захисника франкфуртського «Айнтрахта» Єтро Віллемса.

## Досягнення
Спарта (Роттердам)
- Переможець Еерстедивізі: 2015/16